# Mildred Adair
Mildred Grace Adair Stagg (* 5. August 1895 in Clayton, Alabama, Vereinigte Staaten; † 30. April 1943 in Dade City, Florida, Vereinigte Staaten) war eine US-amerikanische Pianistin, Organistin, Musikpädagogin und Komponistin.

## Leben
Mildred Adairs Eltern waren John D. Adair (1869–1897) und Carrie Bennett Adair (1873–1926). Ihr Vater starb, noch bevor Mildred Adair das zweite Lebensjahr vollendet hatte. Ab 1910 lebte sie in Dothan. Sie absolvierte die Dothan High School und das Judson College.
Später unterrichtete sie viele Jahre in Dothan Musik und Klavier. Sie war fünfzehn Jahre Organistin an der First Baptist Church und die Vorsitzende des örtlichen Harmony Club.
1934 heiratete sie den Immobilienmakler Loring G. Stagg (* 1882). Zusammen lebten sie ab 1934 in Florida, zunächst in Orange, von 1938 bis 1942 in Miami. Bestattet wurde sie auf dem Dothan City Cemetery.

## Werke (Auswahl)

### Klavierwerke
- A summer song : for two pianos, four Hands. The Willis, Cincinnati, Ohio 1924. OCLC 720144984
- In the candy shop : musical sketch. Theodore Presser, Philadelphia 1925.OCLC 720141066
- Summer Pleasures. Fünf Klavierstücke. Theodore Presser, Philadelphia 1925.
  - Playing soldier. OCLC 655808005
  - Song of the pines: a piano solo. OCLC 68715737
  - Vesper Hymn. OCLC 52469029
  - All in Play.
  - Off to the sea.
- Sea Foam : (A pleasing Glissando recreation). The Willis, Cincinnati, Ohio 1925.OCLC 655862761
- Merry moods: seven pianoforte duets. Warren & Phillips, London 1925, OCLC 730052730
  - I: Bells at evening.
  - II: A joyous song.
  - III: Lords and ladies gay.
  - IV: Stepping lightly.
  - V: On the pretty bayou.
  - VI: Autumn leaves.
  - VII: Happy days.
- A day’s journey, three episodes for Young pianists. The Willis, Cincinnati, Ohio 1926.
  - Happy and Gay. OCLC 498246966
  - Up Hill and down. OCLC 179294770[Digitalisat 1]
  - When the sun hangs low. OCLC 498247003
- Jumping Jack. Two Silhouettes. The Willis, Cincinnati, Ohio 1925, OCLC 498247116
- On the trestle: piano solo. The Boston Music, Boston 1928, OCLC 498247081
- Boys at play: for piano. The Boston Music, Boston 1928, OCLC 498246907
- Playtime book for the Pianoforte. Theodore Presser, Philadelphia 1928, OCLC 34129394
- Indian Warriors. Shattinger, St. Louis 1928.
- Finger drills, eighteen illustrated pieces for bright pupils to play and Name. Boston Music, Boston 1929.
- The cello: piano solo. The Boston Music, Boston 1929, OCLC 179298992
- Melody pastime, 18 attractive study pieces for Piano. Shattinger, 1930.[4]
- Night Song. Boston Music, 1931.
- The alligator: a zoo-land Episode. Carl Fischer, New York 1931, OCLC 179292215
- Spanish moss, a southern idyl. for piano. Carl Fischer, New York 1931. OCLC 810613076
- In Camp, Piano solo. The Boston Music, Boston 1931, OCLC 179299268
- Three Happy Piano Pieces.
  - I. Dance of the daffodils. Oliver Ditson, 1934.
  - II. Wooden soldiers on Parade. Oliver Ditson, 1934, OCLC 898310791
  - III. Fairy kisses. Oliver Ditson, 1934.
- Two little dancers. Theodore Presser, Philadelphia 1934, OCLC 52076046
- I feel like dancing. Theodore Presser, Philadelphia 1935.
- Playing hopscotch. Theodore Presser, Philadelphia 1938, OCLC 1003861384
- A heron in flight. Theodore Presser, Philadelphia 1940, OCLC 1004394890

### Vokalwerke
- Take care of mother for me. Klavierarrangement des Songs von Frances Cater. 31. Juli 1917[5], Frances Cater, Greenville, Alabama, 1918 OCLC 9950062.[Digitalisat 2]
- Little songs for little singers. Mit Gebetprogramm für jeden Monat. Enthält 50 Songs für Gesang und Klavier. Standard Publishing, Cincinnati, Ohio 1926, OCLC 13369515
- Little voices praise Him. Standard Publishing, Cincinnati, Ohio 1926.
- Pine trees: a forest Fantasy. Für Gesang mit Klavierbegleitung. Carl Fischer, New York 1933, OCLC 179298967
- From Many Lands: A Musical Sketch for Chorus, Piano, Violin, Rhythmic Orchestra. Theodore Presser, Philadelphia 1933, OCLC 179236564
- Birds of all Feathers: a musical sketch. Solos for piano, voice, and violin, dances, piano ensemble, a musical reading, and toy symphony. Theodore Presser, Philadelphia 1928, OCLC 1023863855

### Orgelwerke
- Prelude In the cathedral.

### „Musical Recitations“ für Sprecher mit Klavierbegleitung
- A good Girl. Text: Glymph. Theodore Presser, Philadelphia 1922, OCLC 498247036
- Cured. Text: W. F. Foley. Theodore Presser, Philadelphia 1922, OCLC 498246945[Digitalisat 3]
- Sambo’s defense. Monologue with Piano Accompainment. Text: Belle R. Harrison aus Pomp’s defense. Eldridge Entertainment House, Franklin, Ohio 1925, OCLC 518237894

## Digitalisate
1. ↑  A day’s journey als Digitalisat bei IMSLP
2. ↑  Take care of mother for me als Digitalisat in The Library of Congress
3. ↑  Cured als Digitalisat im Internet Archive